# Ce sera nous (album video de Patricia Kaas)
Ce sera nous este cel de-al doilea album video al cântăreței franceze Patricia Kaas.

## Conținut
- Primul disc

1. „La clé”
2. „Si tu rêves”
3. „Ceux qui n'ont rien”
4. „Mon chercheur d'or”
5. „D' Allemagner”
6. „Ma liberté contre la tienne”
7. „Je voudrais la connaître”
8. „Une femme comme une autre”
9. „Les hommes qui passent”
10. „Entrer dans la lumière”

- Discul secund

1. Medley — „Kennedy Rose”, „Quand Jimmy dit” și „Regarde les riches”;
2. „Mon mec à moi”
3. „Il me dit que je suis belle”
4. „Le mot de passe”
5. „Eternelles”
6. „J' attends de nous”
7. „Les chansons commencent”
8. „Quand j'ai peur de tout”
9. „Une fille de l' Est”
10. „Mademoiselle chante le blues”
11. „Avec le temps”